# Triunghi isoscel

Triunghi isoscel

Triunghiul isoscel este triunghiul care are două laturi congruente. A treia latură se numește bază.

## Proprietăți și teoreme reciproce
- Dacă un triunghi este isoscel, atunci unghiurile de la bază sunt congruente.  Reciproca: dacă un triunghi are două unghiuri congruente atunci el este isoscel.
- Bisectoarea unghiului opus bazei unui triunghi isoscel este totodată înălțime, mediană și mediatoare.
- În orice triunghi isoscel, mediatoarea bazei triunghiului este și axa de simetrie a triunghiului.
- Înălțimea corespunzătoare bazei este și mediană, și mediatoare, și bisectoare a unghiului opus bazei.
- Medianele duse din vârfurile bazei sunt congruente.
- Înălțimile duse din vârfurile bazei sunt congruente
- Bisectoarele duse din vârfurile bazei sunt congruente.
- Un triunghi isoscel cu un unghi de măsura de 60° este echilateral.
- Medianele, bisectoarele și înălțimile duse din vârfurile bazei nu coincid, decât în cazul triunghiului echilateral.
- Dacă într-un triunghi una dintre cele trei mediane este și mediatoare sau înălțime sau bisectoare, atunci triunghiul este isoscel.
- Într-un triunghi isoscel cele patru linii importante corespunzătoare bazei se suprapun.
- Observație: Triunghiul isoscel are o axă de simetrie aceea fiind mediatoarea bazei.